# 巴姆纳乌帕齐拉
巴姆纳乌帕齐拉是孟加拉国巴里萨尔专区博尔古纳县的乌帕齐拉。

## 人口統計
根據1991年孟加拉國人口普查，萨图利亚人口有65,965人，其中十八歲（含）以上者有33,808人。男性佔總人口之49.64%；女性佔總人口之50.36%。萨图利亚之平均識字率為86.5%（只計算7歲以上之居民）